# داستين سيلفستر
داستين سيلفستر هو لاعب هوكي الجليد كندي، ولد في 5 يناير 1989 في كيلونا في كندا.

## وصلات خارجية
- داستين سيلفستر على موقع دوري الهوكي الوطني (الإنجليزية)
- داستين سيلفستر على موقع EliteProspects.com (الإنجليزية)
- داستين سيلفستر على موقع HockeyDB.com (الإنجليزية)